# Neptosternus oblongus
Neptosternus oblongus är en skalbaggsart som beskrevs av Régimbart 1895. Neptosternus oblongus ingår i släktet Neptosternus och familjen dykare. Inga underarter finns listade i Catalogue of Life.